# Geomágneses vihar

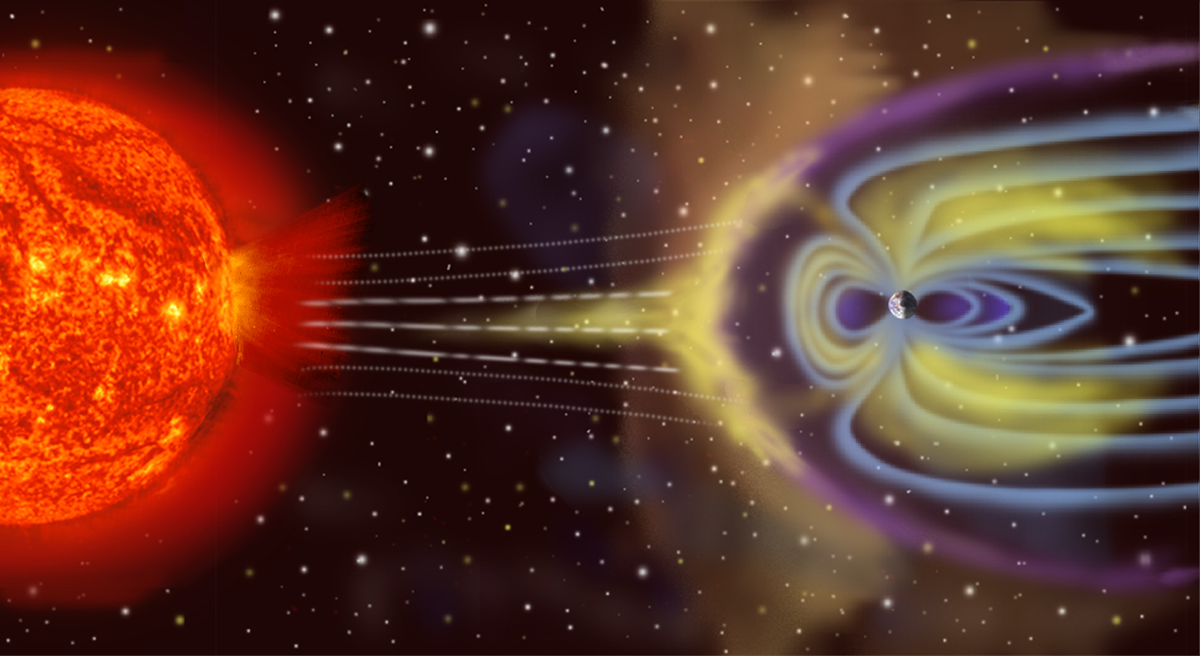
A Napból kiinduló napszél és a Föld mágneses terének kölcsönhatása (a Nap és Föld távolsága erősen lekicsinyítve)

Geomágneses vihar alatt a Föld mágneses terének átmeneti, nagyarányú és hirtelen megzavarását értjük. A geomágneses vihar gyakran órák alatt keletkezik és csak napok múlva áll helyre a földi mágneses mező korábbi állapota. Kiváltó oka a Napból kiinduló napszél, de a folyamat pontos lezajlása nem ismert.
A geomágneses vihar az űridőjárás jelentős összetevője. A napszél nyomásának növekedésével a Föld mágneses tere a napszél érkezése felőli oldalon benyomódik, és a napszél nagyobb energiát ad át a földi magnetoszférának. Ez a plazmaáramlás növekedésével jár, amit a magnetoszférában lévő elektromos terek mozgatnak. Megnövekszik az elektromos áram értéke a magnetoszférában és az ionoszférában is. A geomágneses vihar fő fázisában ennek az elektromos áramnak a mágneses tere kifelé tolja a magnetoszféra és a napszél határát.
A kiváltó ok a Nap koronakidobódása (angolul: coronal mass ejection - CME), vagy a napszél „nagysebességű áramlás”-a (co-rotating interaction region - CIR), ami a Nap felszínén lévő gyengébb mágneses térből ered. A CME által keltett geomágneses viharok gyakoribbak napfoltmaximum idején, míg a CIR által keltett viharok napfoltminimum idején.
Több űridőjárási jelenség felerősödik geomágneses vihar idején, ezek között vannak a Napból származó protonok száma, a geomágnesesen indukált áram (angol rövidítéssel: GIC), zavarok az ionoszférában, amik zavarják a rádió- és tévéadást, továbbá a radarokat, a mágneses iránytűk megzavarodnak, és megnövekszik az sarki fény gyakorisága alacsonyabb földrajzi szélességek területei felett, ahol az szokatlannak számít.

## Besorolás
| Besorolás | Leírás     | Hatás | Gyakoriság                                                  |
| --------- | ---------- | --- | ----------------------------------------------------------- |
| G1        | Enyhe      | Energiaellátás: Kisebb ingadozások az elektromos elosztóhálózatban Űrhajózás: kisebb problémák a műholdak működése közben Egyéb rendszerek: költöző madarak tájékozódásának megzavarása (az erősebb viharoknál is); sarki fény csak magasabb szélességi fokokon látható | 1700 esemény egy napciklus alatt, ciklusonként 900 napon át |
| G2        | Mérsékelt  | Energiaellátás: magasabb szélességi foknál lévő rendszerekben riasztások keletkeznek, hosszabb időtartamú vihar esetén transzformátor-károsodás lép fel Űrhajózás: pályamódosítás válhat szükségessé; a légköri fékeződés növekedése pontatlanná teszi a pályaszámításokat Egyéb rendszerek: magasabb szélességi fokon a rövidhullámú rádiózásban elhalkulások; az 55. szélességi fokon sarki fény | 600 esemény egy napciklus alatt, ciklusonként 360 napon át  |
| G3        | Erős       | Energiaellátás: feszültségkorrekció szükséges; téves riasztások a védelmi rendszerben Űrhajózás: statikus elektromos feltöltődés a műholdak alkatrészein, sebességcsökkenés lép fel az alacsony Föld körüli pályán mozgó műholdaknál, beavatkozásra lehet szükség iránytartási nehézségek miatt Egyéb rendszerek: a műholdas és a hosszúhullámú navigációban időszakos bonyodalmak. A rövidhullám csak szakaszosan működik; az 50. szélességi fokon sarki fény | 200 esemény egy napciklus alatt, ciklusonként 130 napon át  |
| G4        | Komoly     | Energiaellátás: széles körű feszültségingadozás; téves riasztás a védelmi rendszerben, ami kulcsfontosságú fogyasztókat lekapcsol Űrhajózás: űrobjektum felszínének elektromos feltöltődése; követési nehézségek; beavatkozásra lehet szükség iránytartási bonyodalmak miatt Egyéb rendszerek: a fém csővezetékeken indukált áram keletkezik, ami berendezéseket károsít; a rövidhullám csak elvétve működik; a műholdas navigáció több órára kimarad. A hosszúhullámú navigáció akadozik; sarki fény jelenik meg a 45. szélességi fokon (Magyarország) | 100 esemény egy napciklus alatt, ciklusonként 60 napon át   |
| G5        | Rendkívüli | Energiaellátás: széles körű feszültségingadozás; téves riasztás a védelmi rendszerben, az energiahálózat részleges összeomlása. Transzformátorállomások működésképtelenné válnak Űrhajózás: űrobjektum felszínének erős elektromos feltöltődése; tájékozódási problémák, le- és felmenő adatkapcsolat és műholdkövetési feladat meghiúsulása Egyéb rendszerek: a fém csővezetékeken indukált áram erőssége elérheti a több száz ampert, a rövidhullámú rádiózás lehetetlenné válik 1-2 napig. A műholdas navigáció napokra kimarad. A hosszúhullámú navigáció több órára megszakad; sarki fény megjelenése a 40. szélességi fokon Egy hatalmas erejű geomágneses vihar napokra, hónapokra, sőt akár évekre is kiüthetné a földi kommunikációs rendszereket. | 4 esemény egy napciklus alatt, ciklusonként 4 napon át      |

Forrás:

## Hatások az emberi egészségre
Megbízható tudományos kutatási eredmények hiányában még nem ismerjük pontosan a napkitörések hatását az emberi szervezetre. Az erős mágneses viharok egyes kutatások szerint hatással vannak a skizofréniában és depresszióban szenvedő páciensekre, mivel a napkitörések az agy potenciálját és aktivitását is befolyásolják.
Az agyi potenciál mérése alapján kimutatták, hogy a napszél, a napkitörés és az erős napfelszíni aktivitás megzavarhatja az agy elektromos tevékenységét, ami migrénhez vezethet. Emellett egyéb műszeres mérési eredmények azt mutatják, hogy a homlok, a nyak és a vállak területén megváltozik az izmok feszülése, valamint módosulhat az észlelési és koncentrációs képesség is.

## Fordítás
- Ez a szócikk részben vagy egészben  a   Geomagnetic storm című angol Wikipédia-szócikk fordításán alapul.  Az eredeti cikk szerkesztőit annak laptörténete sorolja fel. Ez a jelzés csupán a megfogalmazás eredetét és a szerzői jogokat jelzi, nem szolgál a cikkben szereplő információk forrásmegjelöléseként.

## Szakirodalom
- Bolduc, L. (2002). „GIC observations and studies in the Hydro-Québec power system”. J. Atmos. Sol. Terr. Phys. 64 (16), 1793–1802. o. DOI:10.1016/S1364-6826(02)00128-1.
- Campbell, W.H.. Earth Magnetism: A Guided Tour Through Magnetic Fields. New York: Harcourt Sci. & Tech. (2001). ISBN 0-12-158164-0
- Carlowicz, M., and R. Lopez, Storms from the Sun, Joseph Henry Press, 2002, www.stormsfromthesun.net
- Davies, K.. Ionospheric Radio. London: Peter Peregrinus (1990)
- Eather, R.H.. Majestic Lights. Washington DC: AGU (1980). ISBN 0-87590-215-4
- szerk.: Garrett, H.B., Pike, C.P.: Space Systems and Their Interactions with Earth's Space Environment. New York: American Institute of Aeronautics and Astronautics (1980). ISBN 0-915928-41-8
- Gauthreaux, S., Jr.. Ch. 5, Animal Migration: Orientation and Navigation. New York: Academic Press (1980). ISBN 0-12-277750-6
- Harding, R.. Survival in Space. New York: Routledge (1989). ISBN 0-415-00253-2
- Joselyn J.A. (1992). „The impact of solar flares and magnetic storms on humans”. EOS 73 (7), 81, 84–5. o. DOI:10.1029/91EO00062.
- Johnson, N.L., McKnight, D.S.. Artificial Space Debris. Malabar, Florida: Orbit Book (1987). ISBN 0-89464-012-7
- Lanzerotti, L.J..szerk.: Lanzerotti, L.J., Kennel, C.F., Parker, E.N.: Impacts of ionospheric / magnetospheric process on terrestrial science and technology, Solar System Plasma Physics, III. New York: North Holland (1979)
- Odenwald, S.. The 23rd Cycle:Learning to live with a stormy star. Columbia University Press (2001). ISBN 0-231-12079-6
- Odenwald, S., 2003, The Human Impacts of Space Weather, http://www.solarstorms.org.
- Stoupel, E., (1999) Effect of geomagnetic activity on cardiovascular parameters, Journal of Clinical and Basic Cardiology, 2, Issue 1, 1999, pp 34–40. IN James A. Marusek (2007) Solar Storm Threat Analysis, Impact, Bloomfield, Indiana 47424 http://www.breadandbutterscience.com/SSTA.pdf
- Volland, H., (1984), Atmospheric Electrodynamics, Kluwer Publ., Dordrecht